# Parlementair onderzoek verduurzaming voedselproductie
Het Parlementair onderzoek verduurzaming voedselproductie is een onderzoek van de Nederlandse Tweede Kamer. Op 29 maart 2011 stemde de Tweede Kamer in met een voorstel van de vaste commissie voor Economische Zaken, Landbouw en Innovatie om onderzoek te doen naar  de economische dimensie van verduurzaming van de voedselproductie.

## Onderzoeksopzet - en onderzoeksvragen
Het onderzoek heeft als doel een bijdrage te leveren aan de discussie over de economische dimensie rond de verduurzaming van de voedselproductie en de verschillende rollen die markt en overheid hierin spelen. De nationale en internationale economische aspecten rond de verduurzaming van de voedselproductie moeten in kaart worden gebracht om daarmee oplossingsrichtingen te bieden voor het spanningsveld tussen markt en overheid op het gebied van voedsel. Het gaat hierbij om zowel het perspectief van economie als ecologie.

## Onderzoeksvragen
- Wat zijn de relevante nationale en internationale economische aspecten rond de verduurzaming van voedsel?
- Welke nationale en internationale (beleids)instrumenten zijn mogelijk en kansrijk om verduurzaming van voedsel te stimuleren?

## Onderzoeksmethoden
Aanpak:
- extern onderzoek
- literatuurstudie
- hoorzittingen